# Idaea exilinota
Idaea exilinota là một loài bướm đêm trong họ Geometridae.